# Wenceslao Pedernera
Wenceslao Pedernera (ur. 28 września 1936 w La Cera, zm. 25 lipca 1976 w Sañogaście) – argentyński męczennik i błogosławiony Kościoła katolickiego.

## Życiorys
Wenceslao Pedernera urodził się w 1936 roku w La Cera, niedaleko Córdoby. 24 marca 1962 ożenił się z Martą Cornejo. Miał z nią trzy córki. W 1973 z rodziną przeniósł się do La Rioja, gdzie został rolnikiem. Mimo iż najpierw był daleki od Kościoła, to dzięki biskupowi Enrique Angelelliemu stał się osobą głęboko wierzącą. Zorganizował Wiejski Ruch Katolicki wśród rolników i robotników. Jego działalność nie spodobała się właścicielom dużych posiadłości ziemskich. 25 lipca 1976 roku czterej mężczyźni, zamaskowani i uzbrojeni wkradli się do jego domu. Pobili całą jego rodzinę. Dokonali gwałtu na żonie i córkach Pedernery. W końcu oddali 20 strzałów. Wenceslao Pedernera został przewieziony do szpitala, gdzie zmarł tego samego dnia. 8 czerwca 2018 roku papież Franciszek podpisał dekret o męczeństwie Carlosa de Dios Muriasa. 27 kwietnia 2019 roku został beatyfikowany razem z Carlosem de Dios Murias, Gabrielem Longueville i biskupem Enrique Angelellim.